# Pyruvatcarboxylase
Pyruvatcarboxylase (PC) ist ein Enzym. Es katalysiert in allen Lebewesen (außer den Pflanzen) die Addition von Kohlenstoffdioxid an Pyruvat. Diese Reaktion stellt den ersten Schritt der Gluconeogenese dar und dient zudem als anaplerotische Reaktion für den Citratzyklus. Das Enzym ist in den Mitochondrien lokalisiert und wird über die Konzentration an Acetyl-CoA allosterisch reguliert. Die Enzymfunktion ist entscheidend abhängig von dieser Regulation, sodass in Abwesenheit von Acetyl-CoA praktisch keine Aktivität feststellbar ist. Mutationen am PC-Gen beim Menschen können seltenen PC-Mangel verursachen.

## Struktur
In der hauptsächlich aktiven Form liegt das Enzym als (Hetero-)Tetramer vor, das mit den Dimeren und Monomeren im Bildungsgleichgewicht steht. Der tetramere Zustand ist jedoch nicht notwendig für die grundsätzliche Enzymfunktion, sodass auch die Di- und Monomere eine Aktivität besitzen. Die Molmasse eines einzelnen Monomers beträgt 130 kDa.
Die funktional interessantesten Abschnitte des Proteins sind die N- und C-terminalen Endstücke. Die ersten 300 bis 350 N-terminalen Aminosäuren bilden eine ATP-Bindungsdomäne (ATP-grasp domain) und die äußersten 80 C-terminalen Aminosäuren die Biotin-Bindungsdomäne, in der das Biotin über eine Amidbindung mit der {\displaystyle \epsilon }-Aminogruppe eines Lysins kovalent verbunden ist.

## Reaktionsmechanismus
Der genaue Reaktionsmechanismus der Pyruvatcarboxylase umfasst drei Schritte:
1. Aktivierung des CO2 (das in wässriger Lösung als Hydrogencarbonat-Anion HCO3− vorliegt) zu Carboxyphosphat:
{\displaystyle \mathrm {HCO_{3}^{-}+\ ATP\longrightarrow HOCO_{2}{\mathord {-}}PO_{3}^{2-}+ADP} }
2. Anlagerung des Carboxyphosphats an das Biotin (N1-Atom):
{\displaystyle \mathrm {Enzym{\mathord {-}}Biotin+HOCO_{2}{\mathord {-}}PO_{3}^{2-}+{\text{2 }}H_{2}O\longrightarrow Enzym{\mathord {-}}Biotin{\mathord {-}}COO^{-}+P_{i}+{\text{2 }}H_{3}O^{+}} }
3. Übertragung der aktivierten Carboxygruppe auf das Pyruvat:
{\displaystyle \mathrm {Enzym{\mathord {-}}Biotin{\mathord {-}}COO^{-}+Pyruvat\longrightarrow Enzym{\mathord {-}}Biotin+Oxalacetat} }

Durch die Verwendung von Biotin als Coenzym ist die Pyruvatcarboxylase wie jedes andere Biotin-abhängige Enzym auch anfällig für eine Hemmung durch Avidin, da dieses das Biotin als einen Avidin-(Biotin)4-Komplex irreversibel bindet.
Eine Störung oder ein Fehlen des Enzyms führt zum Pyruvat-Carboxylase-Mangel.